# Wohnhaus Freyerser Straße 15
Das Wohnhaus Freyerser Straße 15 in der niedersächsischen Gemeinde Heeslingen, Ortsteil Freyersen, wurde zur Mitte des 19. Jahrhunderts gebaut. Aktuell (2025) wird es zum Wohnen genutzt.
Das Gebäude steht unter Denkmalschutz (siehe auch Liste der Baudenkmale in Heeslingen).

## Geschichte und Beschreibung
Freyersen, zwei Kilometer südöstlich vom Kernort Heeslingen, einst Teil der Börde Elsdorf, gehört zur heutigen Samtgemeinde Zeven im Landkreis Rotenburg (Wümme).
Das eingeschossige giebelständige Gebäude in Fachwerk mit Steinausfachungen, reetgedecktem Krüppelwalmdach und mit Grooter Door mit Korbbogen, heute jedoch mit einer Haustür, wurde 1864 für Johann und Anna Maria Albers (Inschrift) gebaut, im Stil eines regionaltypischen Bauernhauses.
Das Landesdenkmalamt befand u. a.: „… ortsgeschichtlicher und straßenbildprägender Zeugniswert ….“
Das schräg gegenüber stehende Wohn- und Wirtschaftsgebäude Freyerser Straße 12 stammt von um 1710.